# Heteroplocamus
Heteroplocamus is een geslacht van weekdieren uit de klasse van de Gastropoda (slakken).

## Soort
- Heteroplocamus pacificus (Bergh, 1884)